# Goniurosaurus araneus
Goniurosaurus araneus är en ödleart som beskrevs av  Grismer VIETS och BOYLE 1999. Goniurosaurus araneus ingår i släktet Goniurosaurus och familjen geckoödlor. Inga underarter finns listade i Catalogue of Life.
Denna geckoödla är känd från en liten region i sydöstra Kina i provinsen Guangxi. Kanske finns den även i norra Vietnam. Den lever i kulliga regioner vid 150 till 500 meter över havet. Habitatet utgörs av fuktiga skogar i karstlandskap.
Många exemplar fångas och säljs som terrariedjur. Beståndet påverkas även av landskapsförändringar. IUCN listar arten som starkt hotad (EN).